# Cratoptera brunnea
Cratoptera brunnea là một loài bướm đêm trong họ Geometridae.